# العلاقات البنينية الموريشيوسية
العلاقات البنينية الموريشيوسية هي العلاقات الثنائية التي تجمع بين بنين وموريشيوس.

## مقارنة بين البلدين
هذه مقارنة عامة ومرجعية للدولتين:
| وجه المقارنة                                              | بنين            | موريشيوس                 |
| --------------------------------------------------------- | --------------- | ------------------------ |
| المساحة (كم2)                                             | 114.76 ألف      | 2.04 ألف                 |
| عدد السكان (نسمة)                                         | 11.18 مليون     | 1.26 مليون               |
| الكثافة السكانية (ن./كم²)                                 | 97.42           | 617.65                   |
| العاصمة                                                   | بورتو نوفو      | بورت لويس                |
| اللغة الرسمية                                             | لغة فرنسية      | لغة إنجليزية، لغة فرنسية |
| العملة                                                    | فرنك غرب أفريقي | روبي موريشي              |
| الناتج المحلي الإجمالي (بليون دولار)                      | 9.27 مليار      | 13.34 مليار              |
| الناتج المحلي الإجمالي (تعادل القوة الشرائية) بليون دولار | 22.38 مليار     | 25.36 مليار              |
| الناتج المحلي الإجمالي الاسمي للفرد دولار أمريكي          | 762             | 9.25 ألف                 |
| الناتج المحلي الإجمالي للفرد دولار أمريكي                 | 2.03 ألف        | 18.59 ألف                |
| مؤشر التنمية البشرية                                      | 0.480           | 0.777                    |
| رمز المكالمات الدولي                                      | +229            | +230                     |
| رمز الإنترنت                                              | .bj             | .mu                      |
| المنطقة الزمنية                                           | ت ع م+01:00     | ت ع م+04:00              |

## منظمات دولية مشتركة
يشترك البلدان في عضوية مجموعة من المنظمات الدولية، منها:
| علم المنظمة | اسم المنظمة                                 | تاريخ انضمام بنين | تاريخ انضمام موريشيوس |
| ----------- | ------------------------------------------- | ----------------- | --------------------- |
|             | مؤسسة التنمية الدولية                       | 16 سبتمبر 1963    | 23 سبتمبر 1968        |
|             | يونسكو                                      | 18 أكتوبر 1960    | 25 أكتوبر 1968        |
|             | وكالة ضمان الاستثمار متعدد الأطراف          | 26 سبتمبر 1994    | 28 ديسمبر 1990        |
|             | الأمم المتحدة                               | 20 سبتمبر 1960    | 24 أبريل 1968         |
|             | مجموعة دول أفريقيا والكاريبي والمحيط الهادئ | ?                 | ?                     |
|             | الاتحاد البريدي العالمي                     | ?                 | ?                     |
|             | البنك الدولي للإنشاء والتعمير               | 10 يوليو 1963     | 23 سبتمبر 1968        |
|             | الاتحاد الدولي للاتصالات                    | 1961              | 30 أغسطس 1969         |
|             | منظمة حظر الأسلحة الكيميائية                | ?                 | ?                     |
|             | مؤسسة التمويل الدولية                       | 5 فبراير 1987     | 23 سبتمبر 1968        |
|             | المركز الدولي لتسوية المنازعات الاستشارية   | 14 أكتوبر 1966    | 2 يوليو 1969          |
|             | منظمة التجارة العالمية                      | ?                 | ?                     |
|             | منظمة الشرطة الجنائية الدولية               | ?                 | ?                     |
|             | الاتحاد الأفريقي                            | ?                 | ?                     |
|             | البنك الإفريقي للتنمية                      | ?                 | ?                     |

## وصلات خارجية
- موقع وزارة الخارجية البنينية